# Linan arcitibialis
Linan arcitibialis (лат.) — вид мелких коротконадкрылых жуков из подсемейства ощупники (Tyrini, Pselaphinae, Staphylinidae).

## Распространение
Встречается в Китае (Хубэй).

## Описание
Мелкие красноватые или коричневатые коротконадкрылые жуки-ощупники, длина тела 2,71—2,77 мм; антенномер IX расширен латерально, с небольшим отростком у вершины; длинные метавентральные отростки сужаются к вершине; передняя голень с отчётливым вершинным шипом; средние голени сильно изогнуты; метатрохантер с коротким, тупым вентральным выступом..

## Систематика и этимология
Вид был впервые описан в 2018 году китайскими энтомологами (Yu-Qing Zhang, Li-Zhen Li, Zi-Wei Yin). Новый вид отнесён к группе L. cardialis на основании изменённого антенномера IX самца. Linan arcitibialis — единственный представитель группы, у которого простой антенномер X. В сочетании с уникальной формой усика IX и сильно изогнутыми мезотибиями самцы этого вида легко отделяются от всех остальных сородичей. Видовой эпитет относится к сильно изогнутым средним голеням.